# Keleti-Ghátok
A Keleti-Ghátok  (teluguul: తూర్పు కనుమలు, Toorpu Kanumalu; orijául ପୂର୍ବଘାଟ ପର୍ବତମାଳା, Purvaghat Parvatamala; tamilul கிழக்குத் தொடர்ச்சி மலைகள், Kizhakkut Todarchhi Malaigal) egy hegység a Hindusztáni-félsziget keleti peremén, a mai India területén. A Keleti-Ghátok India Nyugat-Bengália, Orisza, Dzshárkhand, Ándhra Prades és Tamilnádu államai területének egy részét foglalja el.
A hegység legjelentősebb része kristályos kőzetekből épül fel.
Átlagmagassága az 1000 métert sem éri el. A Keleti-Ghátok legmagasabb hegycsúcsa a Mahendragiri az 1680 méteres magasságával.
A Keleti-Ghátok a Ghátok csoportjába tartozik, mely a Keleti- és Nyugati-Ghátok összefoglaló elnevezése. A kifejezés ellenére a két hegyvonulat nem alkot egy csoportot, a két hegység India keleti és nyugati részén fut végig.